# غاري وايس (كاتب)
غاري وايس (بالإنجليزية: Gary Weiss)‏ هو صحفي وكاتب وكاتب العمود أمريكي، ولد في القرن العشرين في الولايات المتحدة.